# Batalla de La Chacarilla
La Batalla de La Chacarilla (18 de agosto de 1841) fue un enfrentamiento de las guerras entre unitarios y federales que tuvo lugar en la ciudad de San Juan.
Fue a los 2 días de la batalla de Angaco y se enfrentaron las tropas de Nazario Benavídez, derrotado en Angaco por Mariano Acha a cargo de las tropas unitarias.
Benavídez capturó al general Acha quien al poco tiempo sería ejecutado por orden de José Félix Aldao y recuperó el control sobre la ciudad solo por unos días hasta que llegó Lamadrid con su ejército.

## Situación previa
El 16 de agosto de 1841 se enfrentaron federales y unitarios en la batalla de Angaco una de las más crueles y sangrientas de la historia de las guerras civiles argentinas. El triunfo fue para los unitarios que quedaron dueños del campo de batalla y volvieron a la ciudad de San Juan como vencedores. Ambos ejércitos finalizaron diezmados la contienda. El ejército federal perdió más de mil hombres (de sus 1.947), la mayor parte de sus bagajes y sufrió a 157 infantes presos. Los unitarios perdieron más de 170 hombres (de sus 629). Ambos bandos dejaron en el campo de batalla a gran parte de sus oficiales.
Finalizado el combate Benavídez se dirigió hacia la ciudad donde se simuló triunfador y pidió hombres para un supuesto combate final. Con esto logró reunir a 400 hombres y huyó hacia La Rinconada donde se reunió con refuerzos de Mendoza al mando del coronel José Santos Ramírez que sumó 300 efectivos de las tres armas, caballería, artillería e infantería. Luego se movió hasta Rawson a 5 km de San Juan.

Acha se mantuvo en el campo de batalla atendiendo a sus heridos y el día 17 volvió a la ciudad de San Juan donde fue recibido alegremente por los partidarios unitarios.
Reinstaló sus tropas en el cuartel de La Chacarilla, 20 cuadras al sur de la plaza central de la ciudad, propiedad de los frailes dominicos. En este lugar se había instalado 3 días antes en su primer arribo a San Juan. Dejó una guardia de 25 hombres en la plaza mayor de la ciudad (Actual plaza 25 de mayo) y custodias en la cárcel, el hospital y la policía.
Acha exhausto por su travesía primero y por el arduo combate en Angaco y creyéndose seguro en la ciudad había decidido esperar en ella a Lamadrid quien avanzaba desde La Rioja con el grueso del ejército unitario. El 17 de agosto se llamó a elecciones y Acha fue elegido gobernador de San Juan.

## Desarrollo de la batalla
El día 18 de agosto arreciaba con violencia el viento Zonda, viento cálido y seco que sofoca a las personas, que a las 15:00 se transformó en una gran tormenta de viento y tierra. Un joven llegó con la noticia de que Benavídez avanzaba hacia la ciudad con sus tropas, pero fue desatendido por los soldados que se hallaban prontos a almorzar y encerrados para escapar de la tormenta.
Ocultado por el fuerte viento y la tierra que levantaba Benavídez logró ingresar a la ciudad sin ser notado y atacó por sorpresa a los unitarios que no tuvieron tiempo de tomar sus armas. 
Los federales capturados en Angaco que se hallaban presos cayeron en cuenta de lo que sucedía y atacaron a sus custodios.
Los disparos se oyeron en la ciudad, donde Acha y sus oficiales almorzaban en la casa de Don Vicente Lima en la actual calle Mitre, frente a la plaza mayor de la ciudad a dos kilómetros de La Chacarilla donde habían sido asaltadas sus tropas.
Acha cabalgó velozmente hasta La Chacarilla y al tomar conocimiento de lo sucedido volvió con 60 infantes y 40 soldados de caballería desmontados hacia el centro de la ciudad. En el camino recibió una descarga de fusilería donde murió un tercio de su ya reducido ejército y Lorenzo Álvarez jefe del Batallón Libertad. Acha fue herido en la cabeza.
Al regresar a la ciudad se enteró de que las custodias que había dejado habían intentado volver a La Chacarilla y habían caído muertas por la artillería.

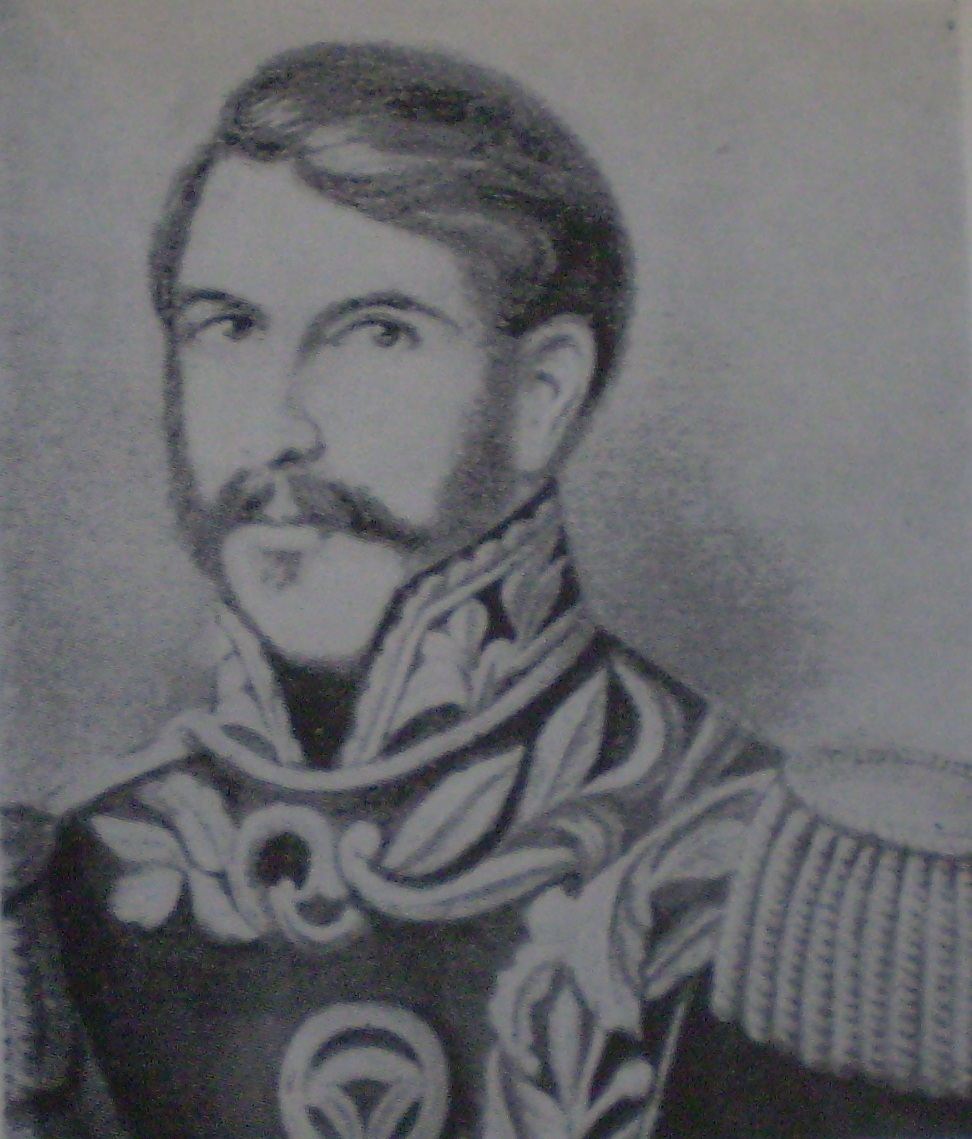
General Nazario Benavídez.

Acha se hizo fuerte en la plaza mayor, puso guardias en las calles de acceso y el personalmente subió a la torre de la Catedral, que brindaba una visión inmejorable de la ciudad. Ya había llegado la noche.
Benavídez se instaló en la torre de San Agustín, en la actual calle Entre Ríos antes de llegar a calle Mitre.
El día 19 y 20, los federales bombardearon a los unitarios y hostigaron sus guardias. También cortaron las acequias dejando a los asediados sin agua. Benavídez dirigió dos esquelas a Acha el día 20 una de carácter castrense que decía 

Señor: comandante de las fuerzas disidentes semisalvajes.
Don Mariano Acha.
El infrascripto se halla en el deber de intimar a usted rendición de armas a discreción, proponiéndole por garantía salvarle la vida, lo mismo que a sus oficiales y tropa, bien entendido que si no lo verifica la noche del día de mañana, se hará usted indigno de toda consideración y deferencia, pues se halla decididamente resuelto a descargar sobre su cabeza todo el rigor de las armas federales hasta dejarlo reducido a escombros, con la miserable fuerza que lo acompaña.
No abuse usted de hallarse situado en el centro del pueblo para no acceder a lo que se le propone, porque nada respetará el infrascripto si su obstinación trata de sacrificar más víctimas.

y otra de carácter personal, propia de alguien que era llamado el caudillo manso donde reconocía el cortés y civilizado trato que le habían dispensado a su familia cuando dominaban la ciudad 

Al señor general Don Mariano Acha.
Muy señor mío:
Al usar la política de girar a usted la nota adjunta, no tiene mas objeto que corresponder a las consideraciones que ha dispensado a mi familia pues si no fuese agradecido omitiría tocar este medio en obsequio suyo.

El general Mariano Acha contestó ambas notas, a la primera dijo 

Al jefe de las fuerzas de los esclavos Don Nazario Benavídez.
Hágole presente haber recibido la carta de usted fecha 20 y tiene el gusto de contestar diciéndole que puede usted disponer su ataque a la hora que guste, seguro que las fuerzas a mi mando no se rinden.

A la nota personal contestó 

General Benavídez:
En favor de su familia no he tenido que hacer nada. Quisiera que su señora me hubiese ocupado en algo, pues los jefes del ejército libertador no toman jamás venganza contra la familia de los que se manifiestan enemigos.

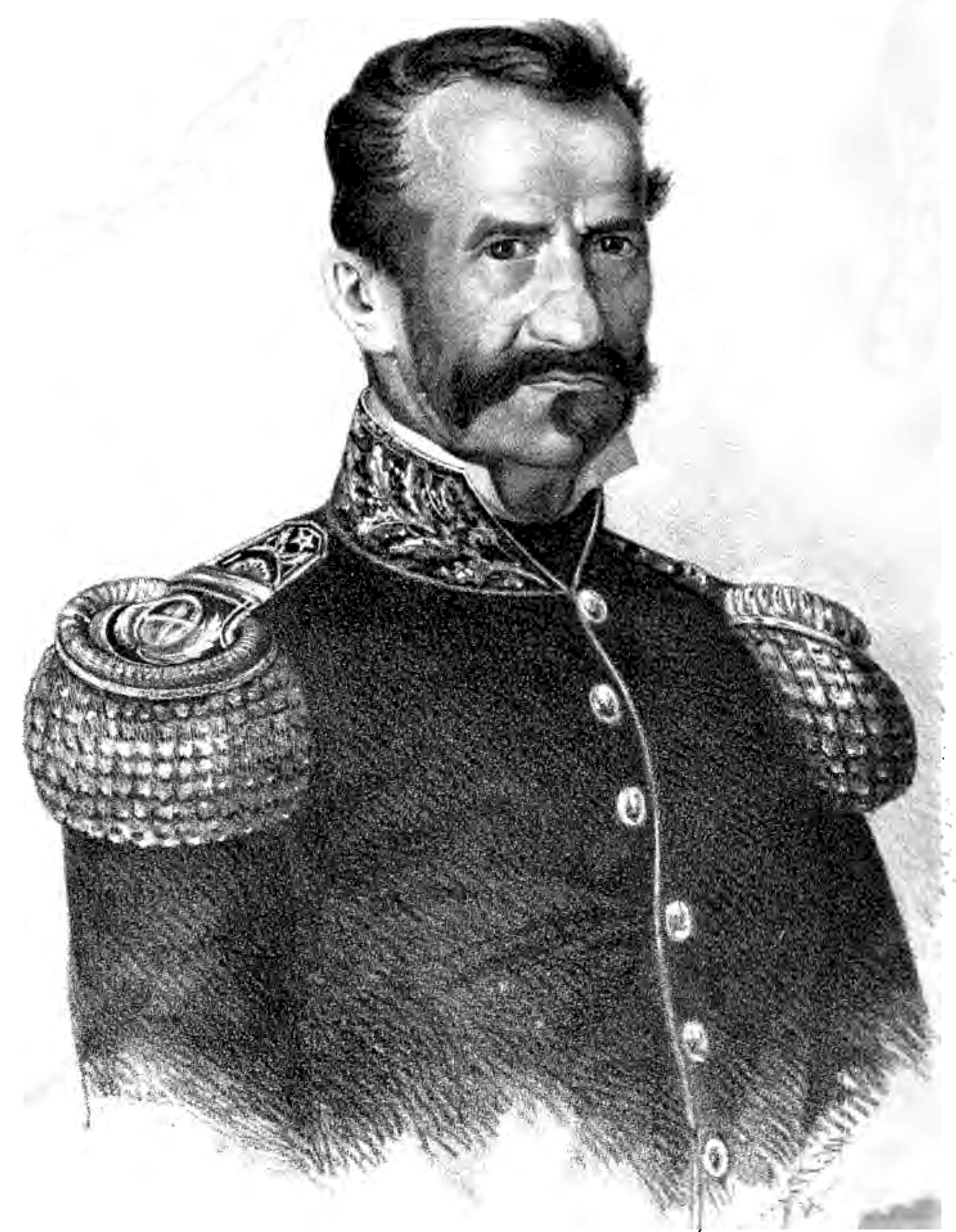
General Gregorio Aráoz de Lamadrid

Lamadrid había prometido a Acha llegar a la ciudad el día 18, los sitiados esperaban su arribo como única esperanza. El día 21 a la noche un vigía dio aviso de que Gregorio Araoz de Lamadrid con el grueso del ejército unitario, del cual Acha era la vanguardia, se hallaba en Angaco.
Benavídez ordenó un ataque con jinetes e infantes y derrotó a los unitarios que se refugiaron en el interior de la torre de la catedral. En este ataque cayó muerto por hachazo José Francisco Álvarez oficial unitario que había sido gobernador de Córdoba. Allí se encontraban 70 soldados, Acha y el capitán Ciriaco Lamadrid, hijo del general y de solo 19 años.
A la mañana del día 22 Mariano Acha casi sin municiones se defendía tirando piedras y ladrillos desde la torre.
Benavídez que no había querido una matanza innecesaria se vio apremiado por la próxima llegada de Lamadrid y decidió bombardear la torre, hizo emplazar los cañones en la plaza para ello. A las 10:00 Mariano Acha izó bandera blanca para parlamentar.
El coronel José Santos Ramírez fue a la torre e intimó a Acha a rendirse y entregar su espada, prometiendo la vida a todos. Acha contestó: 

Vuelva Usted donde está su superior y dígale de mi parte que si Mariano Acha ha sido vencido, en la derrota no ha perdido ni su rango ni su dignidad

Benavídez, atendiendo al mensaje dejado fue a la torre y repitió la promesa. Mariano Acha se rindió y entregó su espada y su puñal, que le fue devuelto por el general sanjuanino. Acha fue apresado en la casa misma de Benavídez.

## Consecuencias

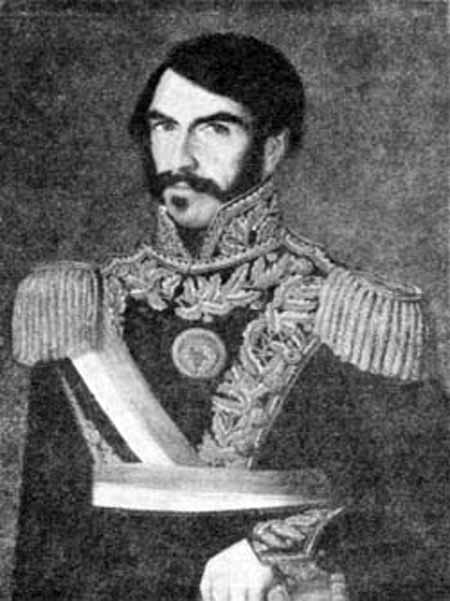
Retrato pintado al óleo de Nazario Benavídez pintado por Franklin Rawson, 1843.

El día 23 recién ingresó Lamadrid a la ciudad de San Juan, que había sido abandonada por las tropas federales. El general unitario tomó prisioneros a la esposa de Benavídez, sus hijos y su suegra con el objeto de cambiarlos por su hijo Ciriaco y sus oficiales. El ejército unitario sería derrotado y disuelto exactamente un mes después en la batalla de Rodeo del Medio en la provincia de Mendoza; esto permitiría a los federales volver a San Juan.
Benavídez envió a Acha a la provincia de San Luis vigilado por el coronel José Santos Ramírez con 500 hombres donde se hallaba Aldao con su ejército. El día 15 de septiembre de 1841 cerca de la localidad puntana de Posta de Cabra el teniente Marín, por órdenes de José Félix Aldao, hizo poner de rodillas al general Acha y le disparó por la espalda, castigo destinado a los traidores ya que le imputaban tal calidad por haber entregado al gobernador Manuel Dorrego a Juan Lavalle quien lo ejecutó en 1828.
Ya muerto Acha le cortaron la cabeza y la colocaron en la punta de una pica, exponiéndola.
Nazario Benavídez afianzó su prestigio militar y su poder político en todo Cuyo transformándose en el hombre más respetado y temido de la década que comenzaba.